# Godfried Frimpong
Godfried Ayesu Owusu Frimpong (Rotterdam, 21 april 1999) is een Nederlands voetballer van Ghanese afkomst die als verdediger voor Moreirense FC speelt.

## Carrière
Godfried Frimpong speelde in de jeugd van HVV Laakkwartier, Sparta Rotterdam en het Portugese SL Benfica. Hij debuteerde in het tweede elftal van Benfica in de LigaPro op 15 april 2018, in de met 1-0 verloren uitwedstrijd tegen FC Arouca. In vier seizoenen speelde hij veertig wedstrijden in het tweede elftal, waarin hij eenmaal scoorde. In 2021 vertrok hij naar Moreirense FC, waar hij een contract voor vier jaar tekende. Hij debuteerde in de Primeira Liga op 7 augustus 2021, in de met 1-2 verloren thuiswedstrijd tegen zijn oude club Benfica.

### Statistieken
| Seizoen                        | Club           | Land           | Competitie      | Competitie | Competitie | Beker | Beker | Totaal | Totaal |
| Seizoen                        | Club           | Land           | Competitie      | Wed.       | Dlp.       | Wed.  | Dlp.  | Wed.   | Dlp.   |
| ------------------------------ | -------------- | -------------- | --------------- | ---------- | ---------- | ----- | ----- | ------ | ------ |
| 2017/18                        | SL Benfica B   | Portugal       | LigaPro         | 1          | 0          | –     | –     | 1      | 0      |
| 2018/19                        | SL Benfica B   | Portugal       | LigaPro         | 11         | 0          | –     | –     | 11     | 0      |
| 2019/20                        | SL Benfica B   | Portugal       | LigaPro         | 16         | 1          | –     | –     | 16     | 1      |
| 2020/21                        | SL Benfica B   | Portugal       | Liga Portugal 2 | 12         | 0          | –     | –     | 12     | 0      |
| 2021/22                        | Moreirense FC  | Portugal       | Primeira Liga   | 2          | 0          | 0     | 0     | 2      | 0      |
| Carrièretotaal                 | Carrièretotaal | Carrièretotaal | Carrièretotaal  | 42         | 1          | 0     | 0     | 42     | 1      |
| Bijgewerkt op 26 augustus 2021 |                |                |                 |            |            |       |       |        |        |